# Posener Bambergers
Posener Bambergers of Bambrzy is een Duitse en Oostfrankische minderheidsgroep van nakomelingen van migranten in de stad Poznań / Posen en in het omliggende gebied in Groot-Polen.

## Geschiedenis
Deze groep migranten werd op uitnodiging van de raadsleden van de stad Poznań gevraagd naar West-Polen te migreren uit het toenmalige Beierse  en Frankische Prinsbisdom Bamberg. Bij koninklijk decreet van August de sterke werd in 1710 besloten dat het alleen om Katholieke immigranten mocht gaan.
De Bambergse boeren en ambachtslieden werd gevraagd om na de Grote Noordse Oorlog om het land weer te bebouwen rondom Poznań, omdat deze tijdens deze oorlog, die woedde tussen 1700 en 1721 en de originele bevolking daardoor was gedecimeerd. De eerste 60 Bambergers arriveerde als volksplanting in 1719, in het dorp Luboń / Luban, in 1730 in Dębiec, Bonin, Jeżyce / Jersitz (in deze tegenwoordige buitenwijk van Poznań / Posen is nog de vroegere Bamberger nederzetting uit deze tijd te vinden als openluchtmuseum) en Winiary. In 1746-1747 kwam de derde groep en die vestigde zich in Rataje en Wilda. Rond 1753 vestigde zich de laatste groep normaals in Jeżyce / Jersitz en in Górczyn. Al deze plaatsen maken, tegenwoordig deel uit van de stad zelf. In totaal vestigden zich zo'n 500 personen (ongeveer honderd verschillende families) zich in Poznań / Posen en de toenmalige rondom gelegen dorpen. In deze tegenwoordige stadsdelen zijn nog veel Posener Bambergers woonachtig. Verder wonen ze nu ook in een aantal dorpen in de wijde omgeving van de stad.
De migranten kregen steeds meer erkenning onder de Polen, mede wegens de integratie in de Poolse samenleving. In het begin waren er taalproblemen, vooral in de kerk. Hoewel de missen in het Latijn werden gehouden, waren er problemen met het volgen van Poolstalige preken en met het biechten, omdat Poolse priesters het Duits niet machtig waren. In de Franciscaanse Kerk van Poznań / Posen  waren er missen in het Duits, in 2020 is dat nog steeds het geval. In de volgende generatie werden de kinderen tweetalig opgevoed en kwamen er steeds meer gemengde huwelijken. De Polen noemden hun in Duitsland geboren buren "Bamber"  (in meervoud "Bambrzy"). De migranten dankten hun welvaart aan hun toewijding en harde werk.
Na verloop van tijd assimileerden de Bambergers steeds meer, maar behielden hun Duitse familienamen en Duitse klederdrachten. Tijdens de Kulturkampf protesteerden ze als katholieken, tegen de gedwongen germanisering van hun Poolse buren.
Na 1918 bleven ze in het herboren Polen en werden ze loyale burgers. Tijdens het nazi-regime weigerden ze de Deutsche Volksliste te ondertekenen en werden velen van hen naar concentratiekampen gestuurd. Na 1945 werden ze door de communistische autoriteiten met argwaan bekeken vanwege hun contacten met familieleden in de Bondsrepubliek. Pas na de val van 1989 vielen alle vooroordelen weg. De "Bambry" zijn tegenwoordig gewaardeerde burgers, de "Bamber" Tomasz Kayser werd gekozen tot locoburgemeester van Poznań.
Er is een fontein met de figuur van een "Bamberka" op het Oude Marktplein in Poznan, in 1915 gemaakt door kunstenaar Joseph Wackerle. Op feestdagen zijn de vrouwen te zien in kleurrijke klederdrachten. Bijzonder opvallend zijn de hoge hoofddeksels gedragen door de jonge vrouwen. De rokken die uit meerdere lagen bestaan zijn ook typerend voor de "Bamberka-mode".
De Posener Bamberger hebben hun "Posener Bamberger-Verein" (Towarzystwo Bambrów Poznańskich). In 2003 werd in Poznan, onder leiding van de historica Maria Paradowska  het “Museum over de Posener Bambergers” opgericht.
Maria Paradowska heeft veel historisch en etnografisch werk gepubliceerd over deze Duitse minderheid in Polen.

## Afbeeldingen

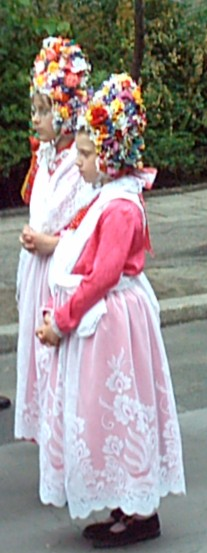
Meisjes in de kleur- en bloemrijke Bamberkadracht
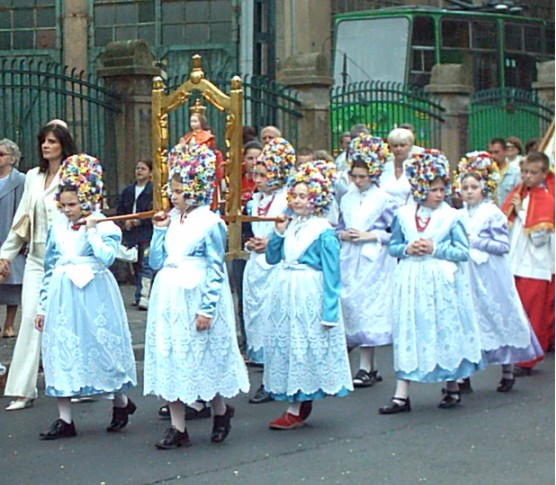
Posener Bambergers, tijdens een processie in Jeżyce / Jersitz
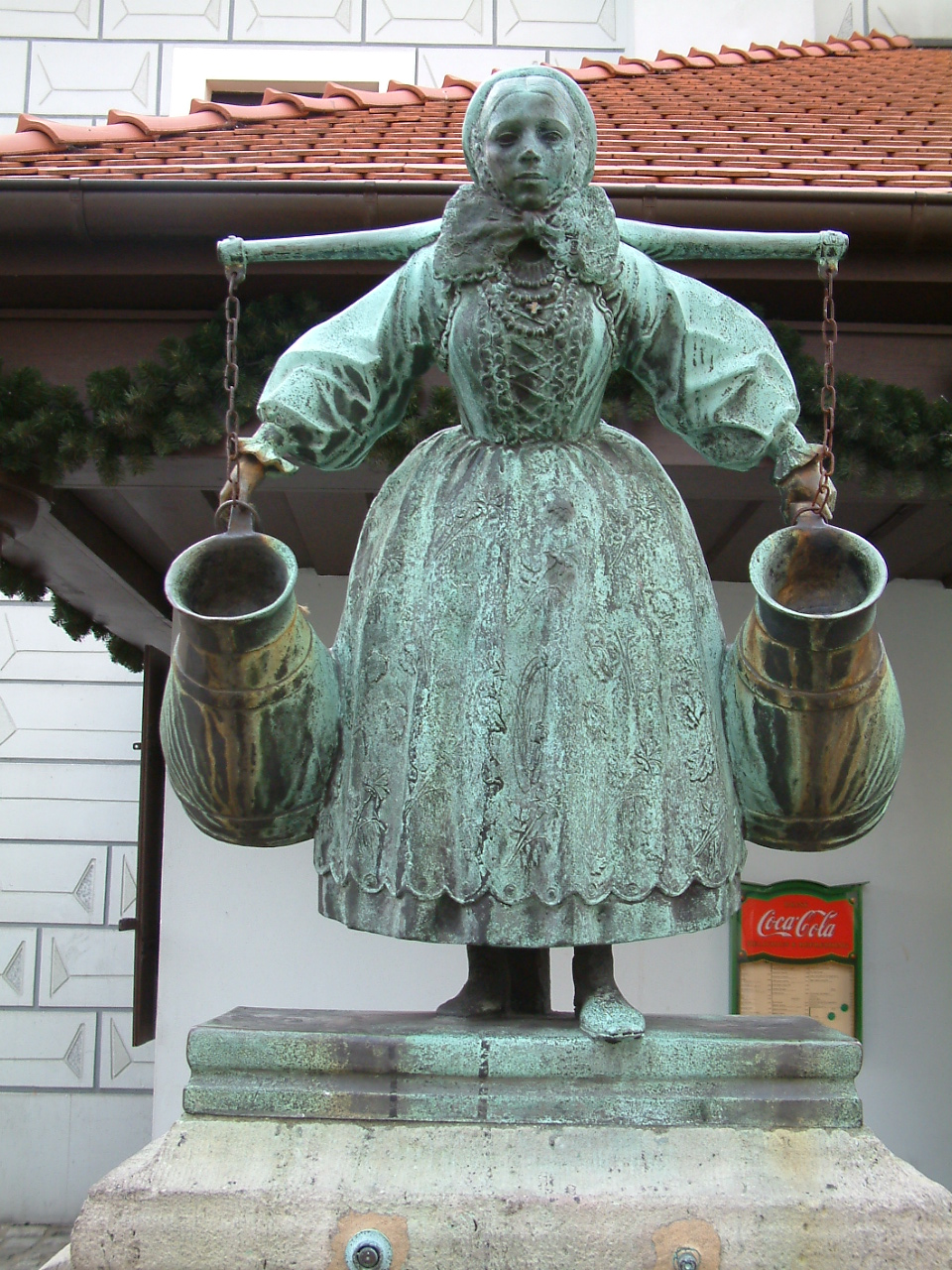
De Bamberkafiguur op de Bamberkafontein in het klederdracht uit Czarnków / Czarnikau
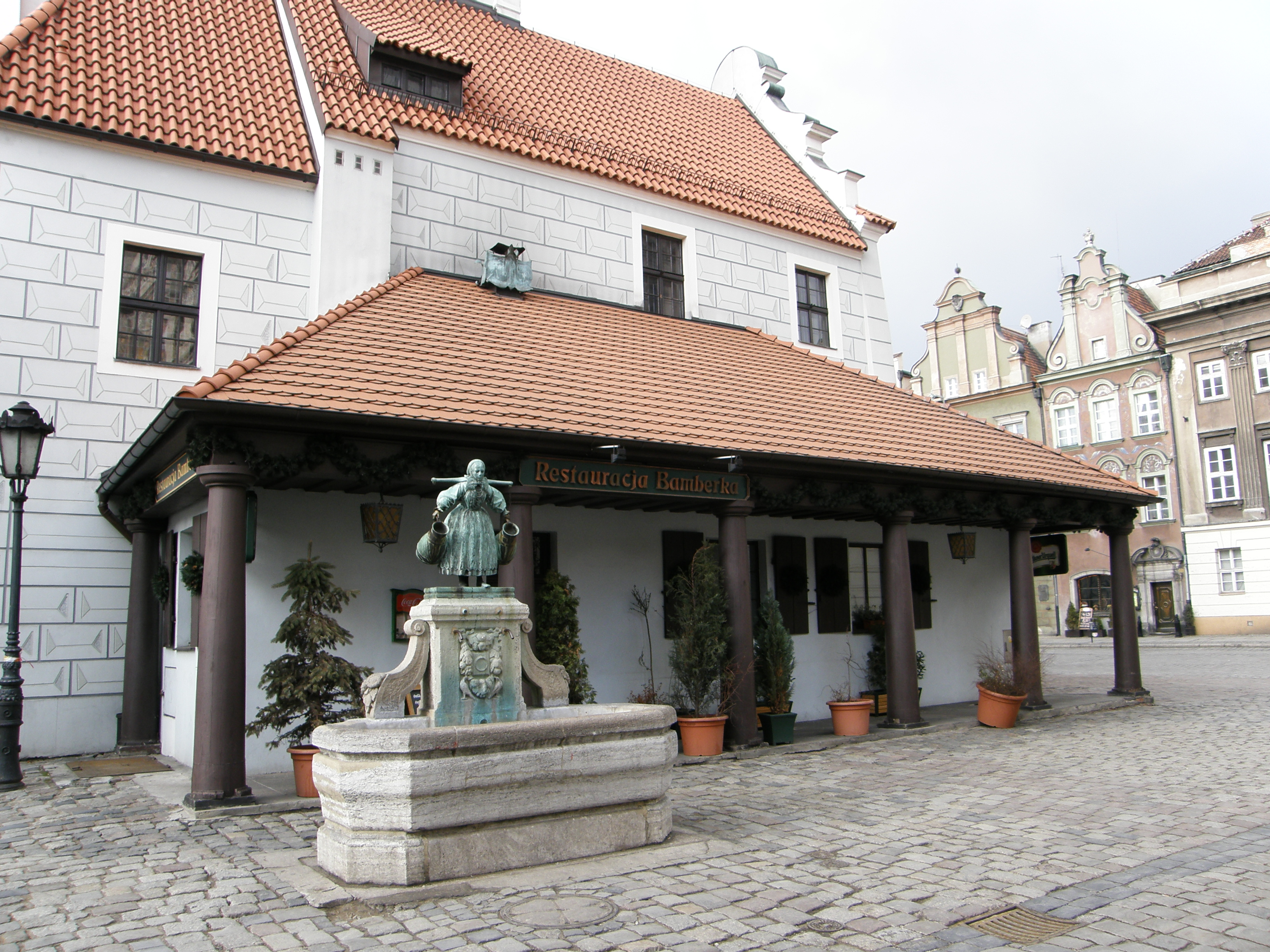
De Bamberkafontein met op de achtergrond een Bamberkarestaurant, gelegen ten westen van het Stadhuis op de Oude Markt
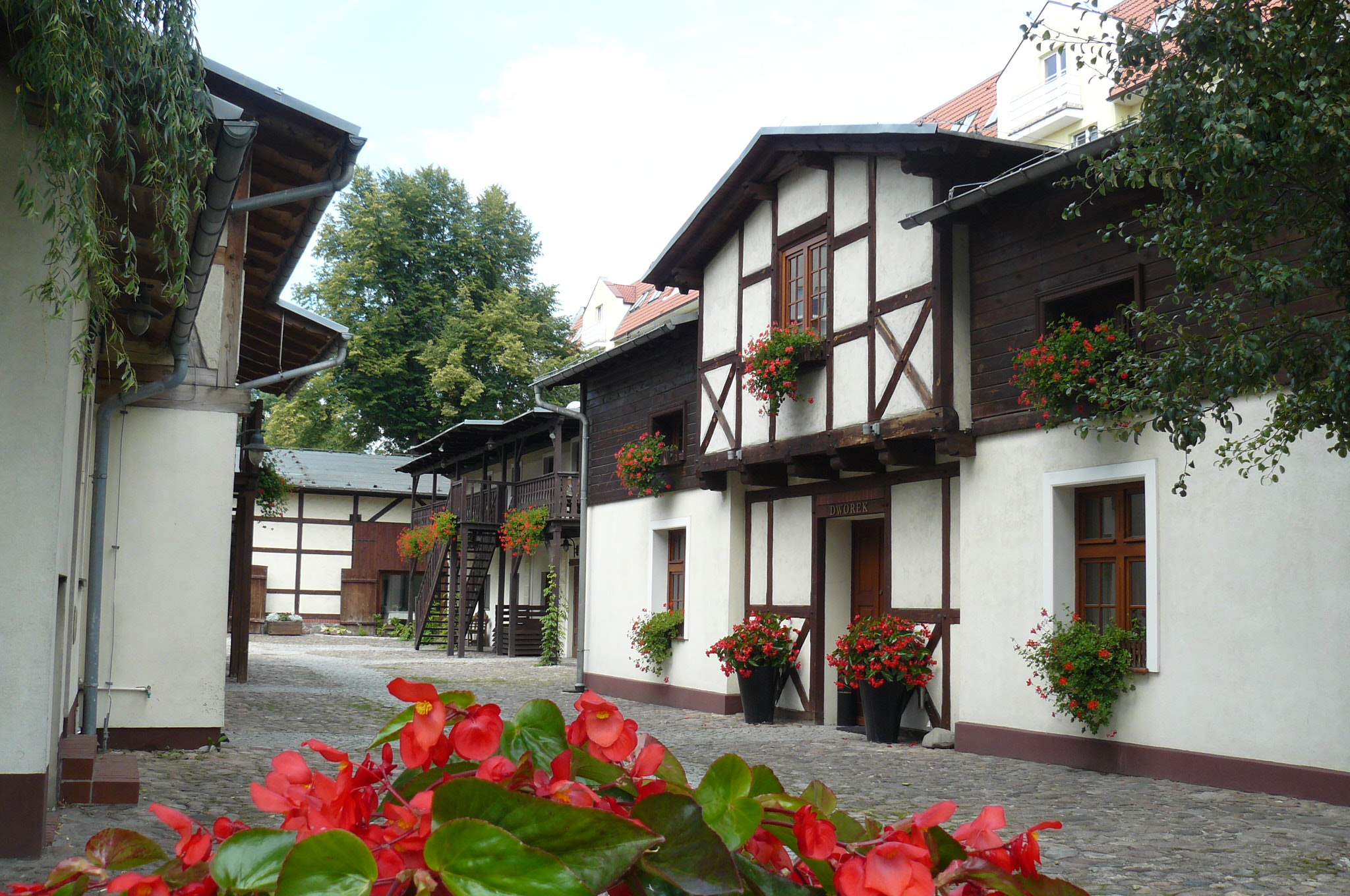
Bamberger openluchtmuseum in Jeżyce / Jersitz
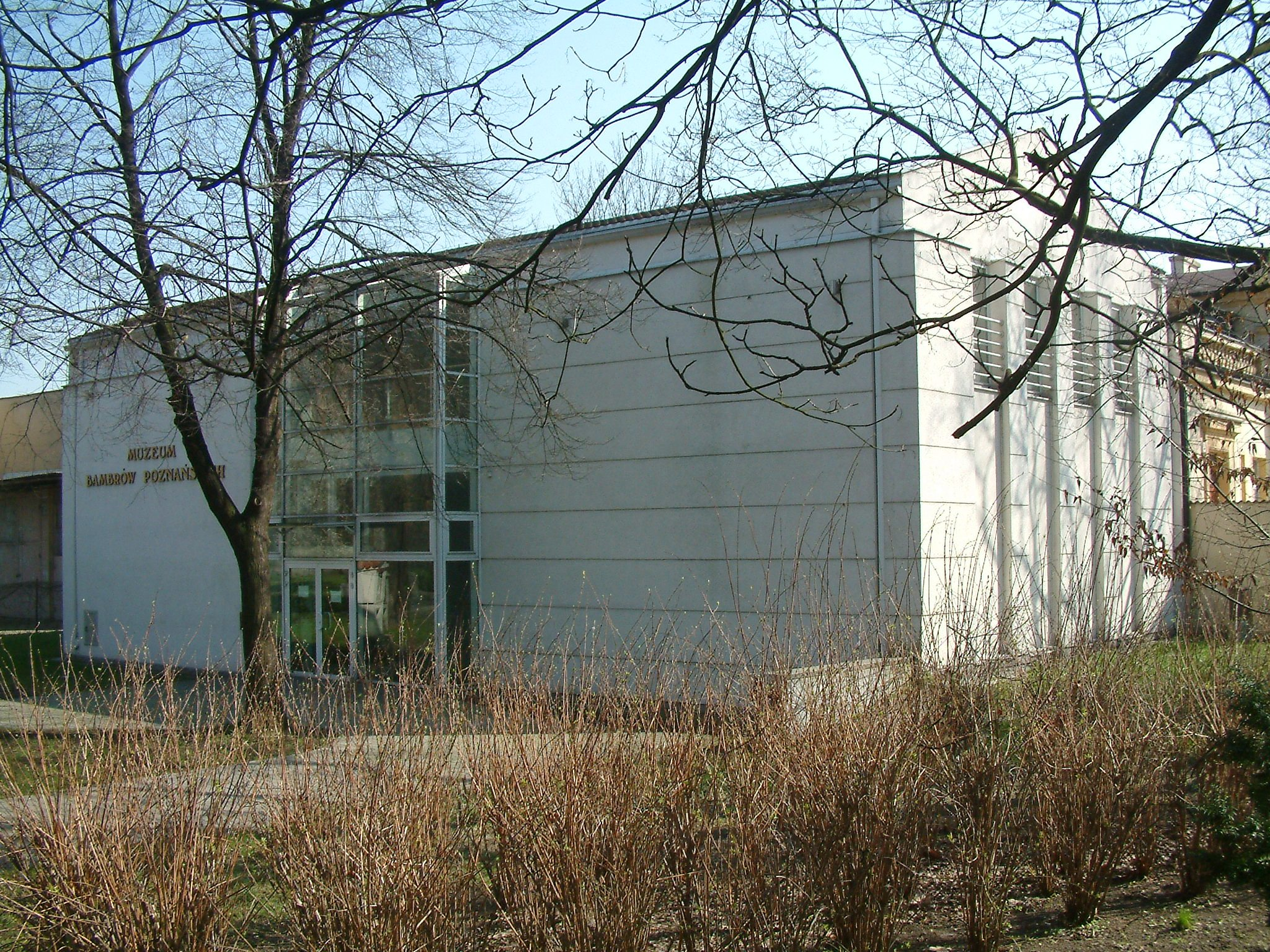
Museum over de Posener Bambergers te Poznań / Posen